# Brunnen in Bern

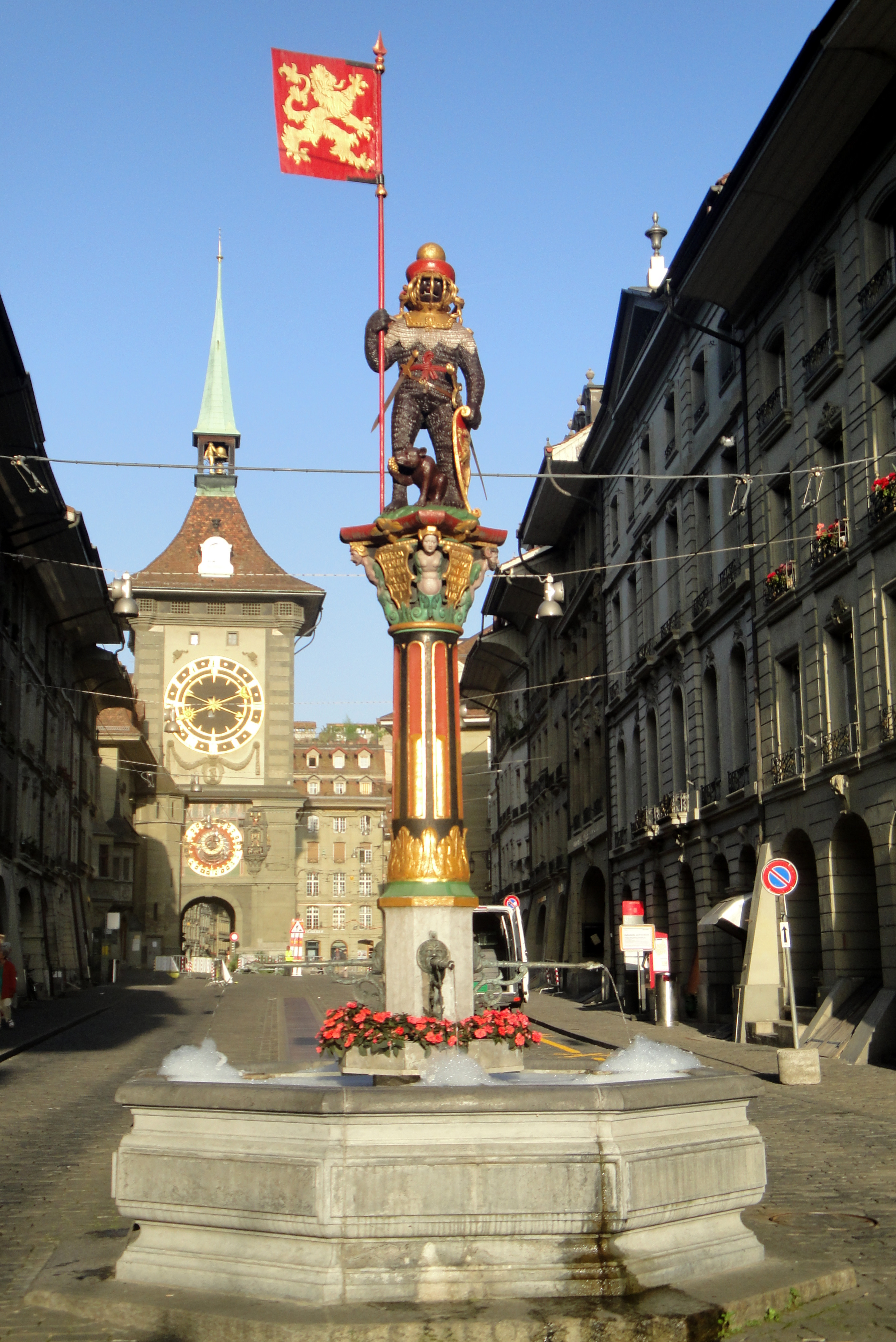
Der Zähringerbrunnen von 1535 an der Kramgasse in Bern

Die öffentlichen Brunnen in Bern, im Besonderen diejenigen in der Berner Altstadt, dienten vom Mittelalter bis zur Erschliessung der Haushalte mit fliessendem Wasser in der zweiten Hälfte des 19. Jahrhunderts der Wasserversorgung und der Brandbekämpfung der Stadt. Diese Brunnen erhielten damals zunehmend auch eine repräsentative Funktion und wurden entsprechend aufwendig gestaltet. Bern ist bekannt für die Figurenbrunnen aus der Mitte des 16. Jahrhunderts, die überwiegend der Werkstatt des Freiburger Bildhauers Hans Gieng zugeschrieben werden.
Zusätzlich zu diesen genannten, bekannten Brunnen in der Berner Altstadt gibt es noch weitere, teilweise weniger bekannte Brunnen oder Brunnenanlagen in Bern. Insgesamt sollen es gegen 100 öffentliche Brunnen auf dem Stadtgebiet sein, oftmals mit Trinkwasser.

## Geschichte
Bereits im 13. Jahrhundert existierten in der Stadt Bern verschiedene Quellbrunnen und vermutlich auch Zisternen sowie private Sodbrunnen. Konrad Justingers Stadtchronik erwähnt, dass man in Bern am Ende des 14. Jahrhunderts bereits bei fünf fliessenden Brunnen Wasser holen konnte. Von diesen fünf Brunnen ist nur der Stettbrunnen (seit 1855 mit steinernen Becken) erhalten. Bei den damaligen Brunnen handelte es sich ausschliesslich um hölzerne Stockbrunnen. Erst 1520 wurde an der Kreuzgasse der erste steinerne Brunnen, der zweite Kreuzgassbrunnen, aufgestellt. Zwischen 1542 und 1546 wurden dann eine Vielzahl der noch vorhandenen Holz-Brunnen durch steinerne Stockbrunnen mit Brunnenfiguren, die möglicherweise grösstenteils vom Freiburger Bildhauer Hans Gieng stammen, ersetzt. Zur gleichen Zeit wurden eine Brunnenordnung und das Amt des Brunnenmeisters geschaffen. Die Brunnen wurden ab dem 16. Jahrhundert immer wieder renoviert, bekannt sind zum Beispiel Gesamtrenovationen aller Brunnen für die Jahre 1712/13 und 1757. Im 19. Jahrhundert wurden die Brunnen als Verkehrshindernisse angesehen, und viele von ihnen wurden versetzt und in den 1840er Jahren im Geiste der Zeit wenig fachgerecht und unter Verwendung von ungeeigneten Materialien wie Blei und Zement renoviert und umgestaltet. Aus Anlass der 700-Jahr-Feier der Stadt Bern wurden in den Jahren 1890/91 die damals zum grössten Teil verwahrlosten Brunnen sorgfältig renoviert. Im Jahre 1896 hinterliess der Schuhmachermeister Heinrich Philipp Lösch sein Vermögen der Stadt Bern für den Unterhalt der Brunnen, was eine weitere Gesamtrenovation 1925 ermöglichte.

## Liste der Brunnen in der Altstadt
| Name 1                     | Bild | Standort            | Art           | Künstler                                               | Errichtung 2        | Weitere Informationen                                                                     |
| -------------------------- | ---- | ------------------- | ------------- | ------------------------------------------------------ | ------------------- | ----------------------------------------------------------------------------------------- |
| Zähringerbrunnen           |      | Kramgasse           | Gassenbrunnen | Hans Hiltbrand                                         | 1535                |                                                                                           |
| Ryfflibrunnen              |      | Aarbergergasse      | Gassenbrunnen | Hans Gieng (zugeschrieben)                             | 1542/46             |                                                                                           |
| Schützenbrunnen            |      | Marktgasse          | Gassenbrunnen | Hans Gieng (zugeschrieben)                             | 1543                |                                                                                           |
| Pfeiferbrunnen             |      | Spitalgasse         | Gassenbrunnen | Hans Gieng (zugeschrieben)                             | 1544/46             |                                                                                           |
| Kindlifresserbrunnen       |      | Kornhausplatz       | Platzbrunnen  | Hans Gieng                                             | 1545                |                                                                                           |
| Anna-Seiler-Brunnen        |      | Marktgasse          | Gassenbrunnen | Hans Gieng (zugeschrieben, oder aus dessen Werkstätte) | 1548/49             | Original Brunnenfigur im Historischen Museum (Kopie 1962 von Werner Dubi)                 |
| Simsonbrunnen              |      | Kramgasse           | Gassenbrunnen | Hans Gieng                                             | 1527/44             | Original Brunnenfigur im Historischen Museum; ursprünglich auch als Schaalbrunnen bekannt |
| Mosesbrunnen               |      | Münsterplatz        | Platzbrunnen  |                                                        | 1544                | Nicht erhalten. Figur 1791 ersetzt.                                                       |
| Vennerbrunnen              |      | Rathausplatz        | Platzbrunnen  | Hans Gieng (zugeschrieben)                             | 1542                | Original Brunnenfigur im Historischen Museum                                              |
| Junkerngassbrunnen         |      | Junkerngasse        | Gassenbrunnen |                                                        |                     | Nicht erhalten. Heutige Brunnenfigur von 1869.                                            |
| Gerechtigkeitsbrunnen      |      | Gerechtigkeitsgasse | Gassenbrunnen | Hans Gieng (zugeschrieben)                             | 1543                | Original Brunnenfigur im Historischen Museum (Kopie ca. 1986 von Urs Bridevaux)           |
| Läuferbrunnen              |      | Läuferplatz         | Platzbrunnen  | Hans Gieng (zugeschrieben)                             | 1545                | Original Brunnenfigur im Historischen Museum (Kopie 1953)                                 |
| Herrengassbrunnen          |      | Herrengasse         | Gassenbrunnen |                                                        | 1740/49 und 1760/70 |                                                                                           |
| Stadtbibliothekbrunnen     |      | Hotelgasse          | Wandbrunnen   |                                                        | 1760/88             |                                                                                           |
| Waisenhausplatz-Brunnen    |      | Waisenhausplatz     | Platzbrunnen  |                                                        | 1784/85             |                                                                                           |
| Mittlerer Neuengassbrunnen |      | Neuengasse          | Gassenbrunnen |                                                        | 1842/43             |                                                                                           |
| Bärenplatzbrunnen          |      | Bärenplatz          | Platzbrunnen  |                                                        | 1839/1935           | Becken von 1839, Söldnerfigur von 1935.                                                   |

## Weitere Brunnen in der Stadt Bern
Liste von Brunnen in Stadt und Gemeinde Bern, die auf öffentlichem oder privatem Grund stehen und zugänglich oder von öffentlichem Grund aus einsehbar sind:
- Amthausbrunnen (Porträt Paul Klee – Max Fueter 1939)
- Badgassbrunnen
- Belpstrassbrunnen (Kullbrunnen / Hospes-Brunnen)
- Bernabrunnen
- Brunngassbrunnen
- Brunnen Aarbergergasse
- Brunnen Altenbergstrasse (privat)
- Brunnen Breitfeldschulhaus
- Brunnen Egelbergstrasse (Privat, nicht mehr in Betrieb)
- Brunnen Innenhof ehemaliges Gebäude Schweizer Mobiliar
- Brunnen Jubiläumsplatz (privat)
- Brunnen Junkerngasse
- Brunnen Lorrainestrasse
- Brunnen Marzilischulhaus
- Brunnen Muristrasse (privat)
- Brunnen Orangerie Elfenau (Wasserspeiende Nixe – Max Fueter 1975)
- Brunnen Pauluskirche
- Brunnen Rathausgasse
- Brunnen Schosshalde (privat)
- Brunnen Schosshaldenstrasse (privat)
- Brunnen Spielplatz Egelsee
- Burgerspitalbrunnen
- Dählhölzlibrunnen
- Doppelbrunnen Ost Zentralgebäude Waldau
- Doppelbrunnen Studerstrasse (Viererfeldbrunnen / Brunnen ehemaliges Primarschulhaus Enge-Felsenau)
- Doppelbrunnen West Zentralgebäude Waldau
- Elfenaubrunnen (Inselgassbrunnen)
- Engebrunnen
- Fasshausbrunnen (Altenbergbrunnen)
- Falkenbrünnli (Falkenplatzbrunnen)
- Florabrunnen (Tempelchen / Rotonda)
- Gerberngassbrunnen (Mattebrunnen)
- Gerberngrabenbrunnen
- Gewerbeschulebrunnen
- Glasbrunnen
- Henkerbrünnli
- Hofbrunnen Elfenau
- Hofbrunnen Zentralgebäude Waldau
- Jurastrasse Brunnen (nicht mehr in Betrieb)
- Konservatoriumbrunnen
- Kreuzgassbrunnen
- Kronenbrunnen (Lischetti-Brunnen)
- Küngsbrunnen (Brunnen Brunnmattschulhaus)
- Landhausbrunnen
- Länggassbrunnen (Dörfli-Brunnen)
- Lebensbrunnen (Max Fueter 1972)
- Lenbrunnen (nicht mehr in Betrieb)
- Lindenbrunnen (Zeughaus-/Zeughausgassebrunnen)
- Lösch-Brunnen
- Marzilibrunnen
- Mattenengebrunnen (Staldenbrünnlein)
- Maybrunnen
- Meret-Oppenheim-Brunnen (Oppenheimbrunnen)
- Mühlenplatzbrunnen (Mattebrunnen)
- Münzstattbrunnen (Münzbrunnen)
- Muristaldenbrunnen
- Neubrüggbrunnen (Neubrückbrunnen oder Herrenbrunnen)
- Neuengassbrunnen
- Nischenbrunnen
- Nydegghöflibrunnen (Staldenbrunnen)
- Obstbergbrunnen
- Platanenhofbrunnen (Brunnen Unitoblerhof)
- Rathaushofbrunnen (Kanzleibrunnen)
- Rosalia-Wenger-Platz-Brunnen
- Schauplatzgassbrunnen (Steinhölzlibrunnen)
- Schiffländtebrunnen (Inselistegbrunnen)
- Schützenmattbrunnen (Brunnen Schützenmattstrasse)
- Schwanengasse-Brunnen (Schwanenbrunnen)
- Speichergassbrunnen
- Staatsarchiv-Brunnen
- Stettbrunnen
- Studerstein-Brunnen
- Tavel-Terrasse-Brunnen
- Thunstrasse-Brunnen
- Trinkbrunnen Helvetiaplatz
- Wasserschloss (Thunplatz-Brunnen)
- Wasserspiel auf dem Bundesplatz
- Weltpostdenkmal-Zierbrunnen
- Welttelegrafen-Denkmal-Zierbrunnen
- Widmann-Brunnen
- Zierbrunnen Bundesterrasse
- Zierbrunnen Lindenhofspital
- Zierbrunnen Markuskirche
- Zierbrunnen Stiftsterrasse
- Zierbrunnen Zentralgebäude Waldau
- Zwillingsbrunnen Bundeshaus (Parlamentsgebäude-Brunnen)
- Äusserer Laupenstrassebrunnen

## Ehemalige Brunnen in der Stadt Bern
Liste von Brunnen, die einstmals in der Stadt Bern standen und deren Existenz vermerkt worden ist. Sie wurden entweder abgebrochen, oder ihr Verbleib ist schlichtweg unbekannt.
- Ankenwaag-Brunnen (1882 abgebrochen und Teile davon für Stadtbibliothekbrunnen verwendet)
- Amthausgassbrunnen (1913 abgebrochen, Beckenteile für Vennerbrunnen verwendet)
- Badstuben-Brunnen (1556 abgebrochen)
- Davidbrunnen/Oberspitalbrunnen (Figurenbrunnen aus dem 16. Jhd., ersetzt 1846 durch neue Anlage ohne Figur, diese später in Bümpliz, vgl. Davidbrunnen)[1]
- Elfenaubrunnen (In frühen 1970er-Jahren verschwunden während Erweiterung Stadtgärtnerei)
- Genfergassebrunnen (vermutlich Ende 19. Jh. abgebrochen)
- Hungerbrunnen (Silberstreckebrunnen, Verbleib unbekannt)
- Inselbrunnen (1888/89 abgebrochen)
- Oberer Neuengassbrunnen (1964 entfernt)
- Schallenbrunnen (nach 1856 Verbleib unbekannt)
- Schegkenbrunnen (1861 abgebrochen)
- Schützenhaus-/Schützenmattbrunnen (bis 1862 erhalten)
- Schweinemarktbrunnen (im 18. Jh. erwähnt)
- Steck-/Steckenbrunnen (zwischen 1562 und 1720 belegt)
- Ziegelbrunnen (Mitte 18. Jh. erwähnt)